# Schorndorf (Bajorország)
Schorndorf település Németországban, azon belül Bajorországban. Lakosainak száma 3027 fő (2023. december 31.).

## Népesség
A település népessége az elmúlt években az alábbi módon változott:
| Lakosok száma | 486  | 599  | 1677 | 1908 | 2628 | 2631 | 2715 | 2762 | 2956 | 3027 |
|               | 1875 | 1950 | 1975 | 1987 | 2012 | 2014 | 2016 | 2017 | 2021 | 2023 |